# ریچارد مایر
ریچارد مایر (به انگلیسی: Richard Meier) زادهٔ (۱۲ اکتبر ۱۹۳۴) یک هنرمند انتزاعی و معمار است که در طراحی‌های هندسی او استفاده از رنگ سفید برجسته است. برندهٔ جایزهٔ معماری پریتزکر در سال ۱۹۸۴ مایر ساختمان‌های به یاد ماندنی متعددی را طراحی کرده‌است از جمله موزهٔ هنرهای معاصر بارسلونا و مرکز گتی در لس آنجلس.

## زندگی‌نامه

### زندگی خصوصی
مایر در یک خانوادهٔ یهودی به دنیا آمد. بزرگترین پسر از سه پسر جروم مایر عمده فروش شراب و فروشندهٔ مشروب و کرولاین کلتن بیچر در نیوآرک نیوجرسی. او در نزدیک‌ترین مپل وود بزرگ شد و در دبیرستان کلمبیا تحصیل کرد. او مدرک لیسانس معماری از دانشگاه کرنل را در سال ۱۹۵۷ دریافت کرد. بعد از فارغ‌التحصیلی مایر به اسرائیل، یونان، آلمان، فرانسه، دانمارک، فنلاند و ایتالیا و … برای ارتباط با معماران دیگر سفر کرد. مایر همچنین دومین پسر خالهٔ پیتر آیزنمن معمار نظریه‌پرداز و عضو نیویورک فایو بود.

### کار
در نیویورک مایر برای شرکت اسکیدمور اوینگز و مریل مدت کوتاهی در سال ۱۹۵۹ کار کرد و بعد برای مارسل برور مدت سه سال قبل از شروع فعالت‌های شخصی خودش در سال ۱۹۶۳ .. در سال ۱۹۷۲ او به عنوان یکی از اعضای نیویورک فایو گروهی از معماران مدرن گرا مایر پیتر آیزنمن مایکل گریوز چارلز گواتمی و جان هیدوک معرفی شد. در اوایل کارش مایر با هنرمندانی مانند فرانک استلا که نقاش بود و ساختارهای مورد علاقه اش که سفید هندسی بودند کار کرد. مایر در ابتدا به‌طور قابل توجهی برای طراحی عمارت‌های متنوع به علاوهٔ انجمن ادبی در نیو هارمونی ایندیانا (۱۹۷۹) و موزهٔ هنرهای زیبا در آتلانتا جورجیا(۱۹۸۳) شهرت یافت.
اگرچه که برای سال‌های زیادی مایر یکه معمار تحسین شده بود طراحی او برای گتی سنتر یک مجموعه بزرگ در لس آنجلس، کالیفرنیا، که در سال ۱۹۹۷ افتتاح شد، شهرت او را افزایش داد. بعضی از مأموریت‌های قابل ذکر دیگر او شامل موزه‌هایی مانند موزهٔ هنرهای معاصر بارسلونا در اسپانیا (۱۹۵۹) و در پالی سنتر برای رسانه در بورلی هیلز، کالیفرنیا (۱۹۹۶)؛ ساختمان شهرداری در هاگو، لهستان(۱۹۹۵) و ساختمان شهرداری سان خوزه (۲۰۰۷)؛ ساختمان‌های تجاری شامل نوسازی برج شهر یواگ جمهوری چک(۲۰۰۸) و ساختمان‌های اقامتی به عنوان مثال ۱۷۳ و ۱۷۶ خیابان پری.
در دهکدهٔ غربی منهتن (۲۰۰۲) و Meier on Rothschild در در تل آویو، اسرائیل (۲۰۱۵) امروزه ریچارد مایر و شرکای معمار دفاتری در نیویور و لس آنجلس با پروژه‌های کنونی گرفته از چین و تل آویو تا پاریس و هامبورگ دارند.
اکثر کارهای مایر بر اساس آثار معماران اوایل تا اواسط قرن بیستم مخصوصاً لوکوربوزیه به ویژه دورهٔ اولیهٔ لوکوربوزیه. مایر بیشتر از همه حتی خود لوکوربوزیه از ایده‌های او برای ساخت استفاده کرده. مایر بسیاری از ایده‌های مشهود در کار لوکوربوزیه مخصوصاً ویلا ساوای و پاویون سوئیس را گسترش داد. کار او همچنین تأثیرات طراحانی مانند میس وندروهه و در بعضی نمونه‌ها فرانک لوید رایت و لویس باراگان) بدون رنگ (را بازتاب می‌کند. سفید در معماری بسیاری از ساختمان‌های شاخص در طول تاریخ استفاده شده‌است. از جمله کلیساهای جامع و دهکده‌های سفید شسته منطقهٔ مدیترانه در اسپانیا، جنوب ایتالیا و یونان.
شهردار رم، جیانی آد ماننو در مبارزهٔ انتخاباتی خود سوگند خورد که دیوار بزرگ کراورتینی Ara Pacis را تخریب کند. شهردار آدرماننو موضع سیاسی ستیزگرانه خود در برابر آن ساختمان تغییر داده‌است وبا مایر برای کاهش ارتفاع دیوار بین فضای باز بیرون موزه و جادهٔ شلوغ در امتداد رود تیبربا جدیت موافقت کرد. شهر برای ساختن یک فضای پیاده‌روی عریض درامتداد رود و در زیر و ادامهٔ جاده برنامه‌ریزی کرده‌است.
مایر می‌گوید: این یک پیشرفت است. در ادامه: دلیل اینکه دیوار آن جا بوده که باید با ترافیک و سروصدا مقاومت می‌کرد. وقتی که مشکل رفع شد، ایدهٔ باز کردن گذرگاه سرپوشیده به سمت رود، ایدهٔ خوبی بود. دفتر مایر گفته‌است: آله ماننو امیدوار است که پروژه را قبل از پایان دوره انتخابش درسال۲۰۱۳ کامل کند.

### به رسمیت شناختگی و میراث
در سال ۱۹۸۴، جایزهٔ پریتزکر به مایر اهداشد. هییت ژوری اعلام کردند که مایر ساختارهایی را خلق کرده‌است که شخصی، نیرومند و اصیل هستند. در سال ۲۰۰۸، او مدال طلای معماری از طرف آکادمی هنری و ادبی را برد. کار او دهکدهٔ جسولو لیدو جایزهٔ بین‌المللی برای کمیسیون ساختمان را برد. مایر یک عضو قدیمی انجمن طراحی آینده است. جایزهٔ مدال طلای مدال طلای ای‌آی‌ای در سال ۱۹۹۷ به او اهدا شد.
در سال ۲۰۱۳ جایزهٔ دستاورد عمر به او تعلق گرفت. در سال ۲۰۱۰ کورنل یک مقام استادی جدید به مایر داد. به پاس احترام مایر برای پنجاهمین سالگرد تأسیس شرکتش، نمایشگاه ریچارد مایر:معماری و طراحی را در ایتالیا برپا کرد. در ۲۰۱۴، مایر نمایشگاهی میدانی به وسعت ۱۵۰۰۰ فوت مربع در Mana Contemporary در جرسی سیتی برگزار کرد. نمایشگاه بخشی زیاد، از زندگی کاری او زیر یک سقف گردآوری می‌کند و نمونهٔ خیلی کوچکتری را که در سال۲۰۰۷ در لانگ آیلند سیتی افتتاح شده بود را که تا سال ۲۰۱۳ فقط برای دانشجویان و تورهای گروهی باز بود، جایگزین می‌کند. محل نمایشگاه فضاهایی را تأمین می‌کند برای نشان دادن مجسمه‌های خود، طراحی‌های معماری و کلاژها برای اولین بار؛ و برنامه‌ریزی شده تا شامل یک کتابخانهٔ تحقیقاتی باشد. از جمله آثار او از مهم‌ترین آثار وی می‌توان بهموزه عالی هنری آتلانتا موزه هنرهای تزیینی آلمان، موزه هنرهای معاصر بارسلون، مرکز توانبخشی منرو، روچستر -نیویورک ۱۹۷۴–۱۹۶۹،موزه هنرهای مدرن در ویلا استروتزی، فلورانس۱۹۷۳، مجتمع مسکونی برای دانشگاه کرنل، ایتاکا، نیویورک۱۹۷۴،موژه آرپ، رولاندز ورآلمم. ان

## نگارخانه

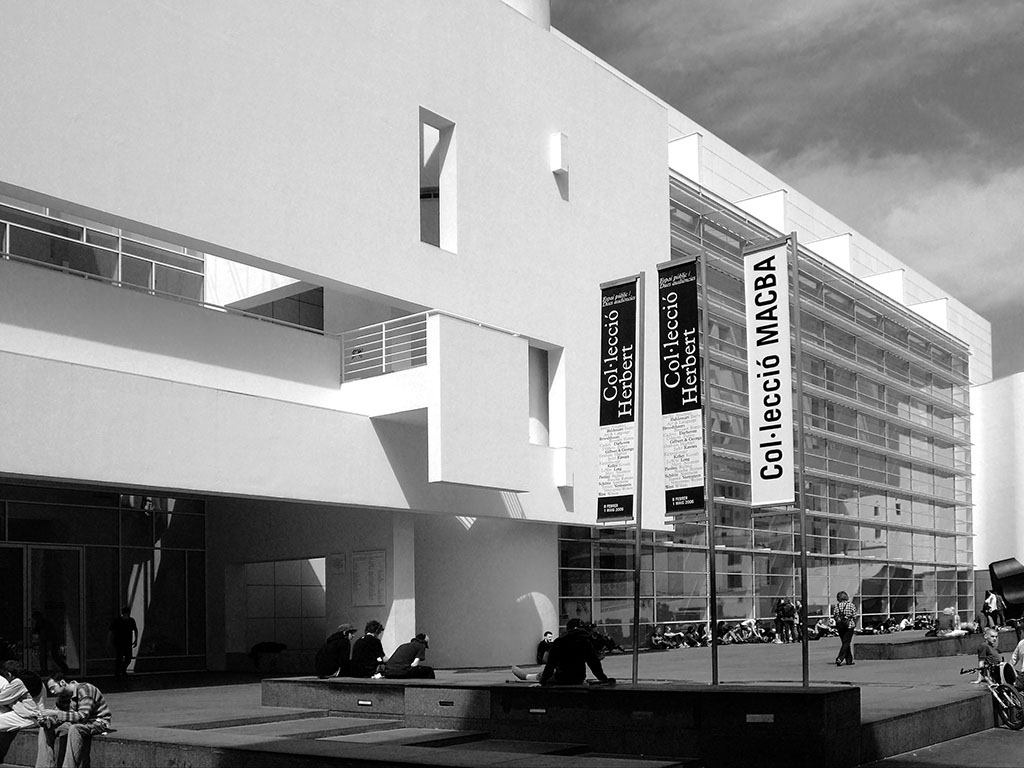
موزه هنر معاصر بارسلونا
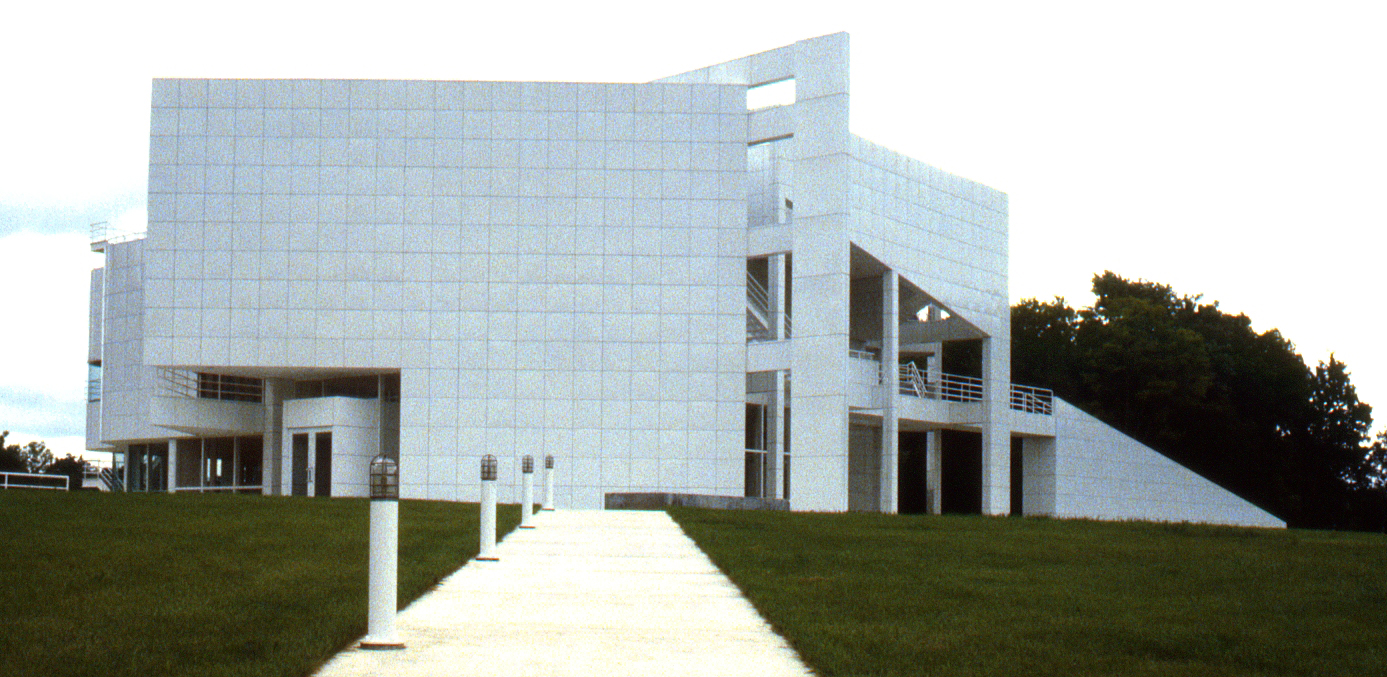
آتنیوم در نیو هارمونی، ایندیانا
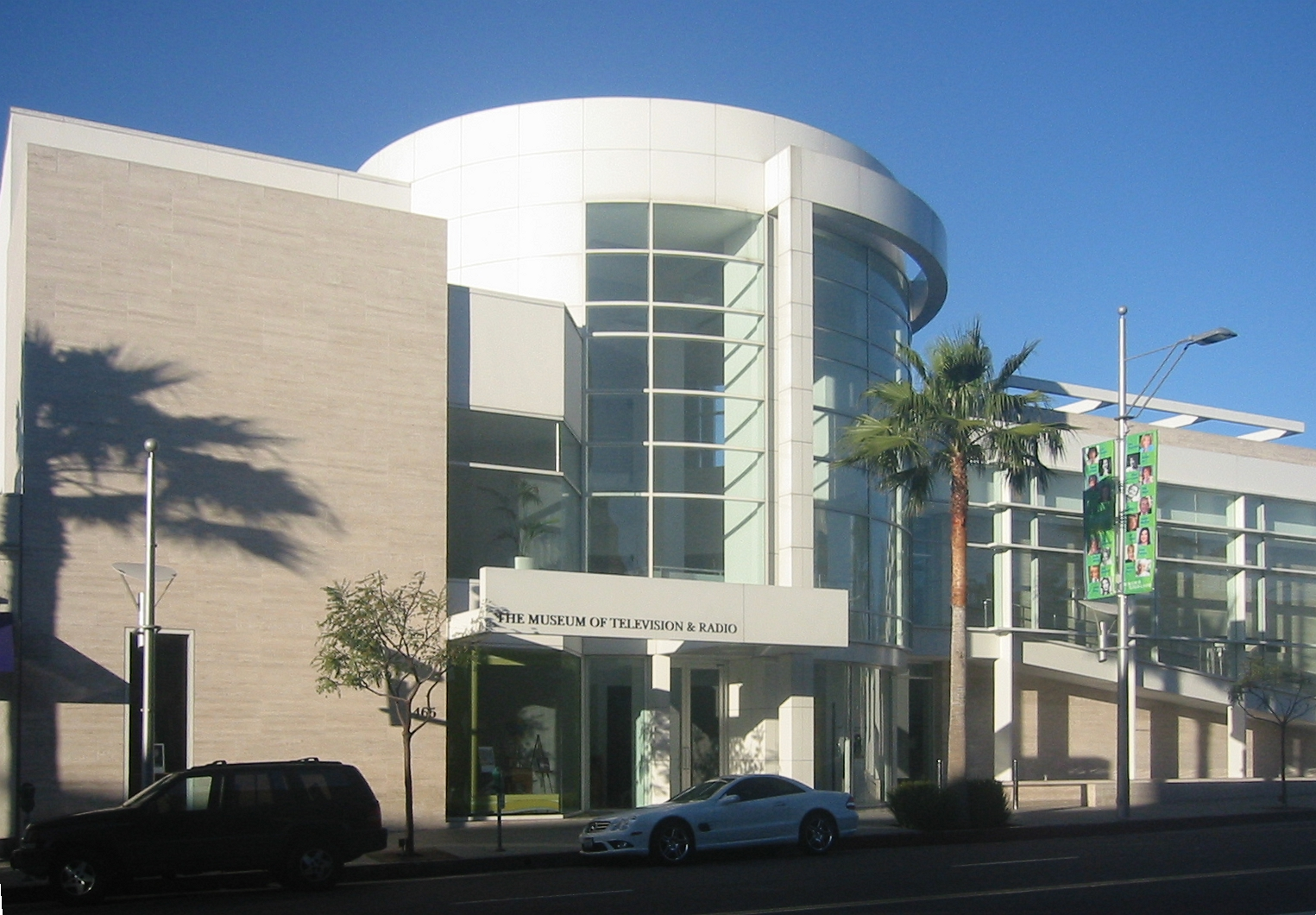
موزه رادیو و تلویزیون، بورلی هیلز